# Laqab
Nell'onomastica araba, il laqab (in arabo لقب‎?) è un titolo onorifico derivante da particolarità fisiche o morali, mestieri o professioni di un soggetto.
È usanza dei cronisti e degli storici arabografi indicare solo con il loro laqab – talora preceduto dalla kunya – i califfi abbasidi, omayyadi di al-Andalus o gli Imam fatimidi, oppure certi Buyidi, Ayyubidi e Mamelucchi.